# Harper Prism
Harper Prism (1993-1999) fue una editorial publicada por John Silbersack, director editorial, en 1993 como la primera imprenta de ciencia ficción y fantasía para la editorial HarperCollins Publishers  en los Estados Unidos. 
Los primeros autores de la editorial Prism incluyeron a Stephen Baxter, Terry Pratchett, Isaac Asimov y Clive Barker, así como muchos medios y vínculos de juegos como Magic: The Gathering y The X-Files. También publicaron juegos de mesa, como «Aliens Predator» e «Imajica».
Cuando HarperCollins adquirió Avon Books en 1999, la marca Harper Prism fue absorbida por la línea Eos de Avon.